# Prizma (optika)
Prizma ili optička prizma, u optici, je obično trostrana prizma, od stakla ili nekoga drugoga prozirnog materijala. Kada zraka monokromatske svjetlosti padne na jednu plohu trostrane prizme, ona se lomi pri ulazu i pri izlazu iz prizme. Kut za koji zraka skrene iz svoga prvotnoga smjera, prošavši kroz prizmu, naziva se kut devijacije θ, a ovisi o kutu prizme α i o indeksu loma n materijala od kojega je prizma načinjena. Mjerenjem kuta devijacije i pripadnoga kuta prizme može se izračunati indeks loma materijala prizme. Kut devijacije ovisi i o kutu upadanja zrake. On je najmanji θmin kada zraka prolazi kroz prizmu simetrično. Za prizmu prikazano desno vrijedi:
{\displaystyle {\begin{aligned}\theta '_{0}&=\,{\text{arcsin}}{\Big (}{\frac {n_{0}}{n_{1}}}\,\sin \theta _{0}{\Big )}\\\theta _{1}&=\alpha -\theta '_{0}\\\theta '_{1}&=\,{\text{arcsin}}{\Big (}{\frac {n_{1}}{n_{2}}}\,\sin \theta _{1}{\Big )}\\\theta _{2}&=\theta '_{1}-\alpha \end{aligned}}}
gdje je n - indeks loma materijala prizme. Budući da kut devijacije ovisi o indeksu loma, a indeks loma o valnoj duljini svjetlosti, prizmom se može svjetlost rastaviti na komponente i tako dobiti disperzija svjetlosti. To svojstvo prizme iskorištava se za dobivanje spektara kod spektroskopskih instrumenata. Prizma za totalnu refleksiju trostrana je pravokutna prizma kojom se, zbog totalne refleksije, može zraka svjetlosti zakrenuti za 90° ili vratiti natrag i preokrenuti. Te se prizme upotrebljavaju kod mnogih optičkih instrumenata (na primjer Nicolova prizma).

## Lom svjetlosti u prizmi
Optička prizma je prozirno tijelo omeđeno s dvije ravnine koje se sijeku pod oštrim kutom koji se zove lomni kut prizme ρ. Zraka se lomi kod ulaza u prizmu u točki A i kod izlaza iz prizme u točki B. U točki A zraka se otklonila od prvobitnog smjera za kut δ1 = α1 - β1. U točki B za kut δ2 = α2 - β2, pa je ukupni otklon ili devijacija zrake svjetlosti od svoga prvobitnog smjera:
{\displaystyle \delta =\delta _{1}+\delta _{2}=(\alpha _{1}-\beta _{1})+(\beta _{2}-\alpha _{2})}
Kako je zbroj kutova u trokutu 180°:
{\displaystyle (90^{\circ }-\beta _{1})+(90^{\circ }-\alpha _{2})+\rho =180^{\circ }}
a odatle je:
{\displaystyle \rho =\alpha _{2}+\beta _{1}}
Uvrstimo li to u izraz za devijaciju, dobit ćemo:
{\displaystyle \delta =\alpha _{1}+\beta _{2}-\rho }
Devijacija će biti najmanja kada zraka svjetlosti bude simetrično prolazila kroz prizmu, to je kad bude α1 = β2. Ako je lomni kut ρ malen, imamo tanku prizmu, pa su i svi ostali kutovi maleni. Stoga u izrazu za indeks loma možemo sinuse zamijeniti samim kutovima, to jest:
{\displaystyle n={\frac {\sin \alpha _{1}}{\sin \beta _{1}}}={\frac {\alpha _{1}}{\beta _{1}}}}
{\displaystyle n={\frac {\sin \beta _{2}}{\sin \alpha _{2}}}={\frac {\beta _{2}}{\alpha _{2}}}}
pa je:
{\displaystyle \alpha _{1}=n\cdot \beta _{1}}
{\displaystyle \beta _{2}=n\cdot \alpha _{2}}
Uvrstimo li to u izraz za devijaciju:
{\displaystyle \delta =n\cdot \beta _{1}+n\cdot \alpha _{2}-\rho }
{\displaystyle \delta =n\cdot (\alpha _{2}+\beta _{1})-\rho }
ili, jer je:
{\displaystyle \rho =\alpha _{2}+\beta _{1}}
dobivamo:
{\displaystyle \delta =n\cdot \rho -\rho }
{\displaystyle \delta =(n-1)\cdot \rho }
Odatle vidimo da je devijacija kod prizme to veća što je veći indeks loma i lomni kut prizme. Zraka iz prizme izlazi otklonjena prema debljem kraju za kut devijacije.

## Nicolova prizma
Nicolova prizma je jedna od najpoznatijih naprava za stvaranje linearno polarizirane svjetlosti. Upotrebljava se kao polarizator i analizator. Sastoji se od dvaju komada kristala islandskoga dvolomca, zalijepljenih kanadskim balzamom u obliku romboedarske prizme. Nepolarizirana zraka svjetlosti koja padne na brid Nicolove prizme dvostruko se lomi te daje ordinarnu i ekstraordinarnu zraku. Za ordinarnu je zraku indeks loma islandskoga dvolomca 1,658, a za ekstraordinarnu 1,486. Indeks loma kanadskoga balzama za obje je zrake jednak, i to 1,53 (za žutu natrijevu svjetlost). Ordinarna zraka koja na spojnicu od kanadskoga balzama dolazi pod kutom većim od kritičnoga totalno se reflektira, a ekstraordinarna zraka prolazi gotovo nesmetano kroz prizmu. Rezultat je da je izlazna zraka potpuno polarizirana. Taj sustav prizmi konstruirao je škotski fizičar William Nicol (1768. – 1851.). Modifikacije Nicolove prizme upotrebljavaju se i za druge, specijalne svrhe.

## Vanjske poveznice
|  | Zajednički poslužitelj ima još gradiva o temi Prizma (optika) |